# گراهام سادرلند
گراهام سادرلند (به انگلیسی: Graham Sutherland)، زاده و درگذشته ۲۴ اوت ۱۹۰۳ – ۱۷ فوریهٔ ۱۹۸۰، نقاش و هنرمند اهل بریتانیا بود. از آثار مشهور او می‌توان به پرتره‌اش از وینستون چرچیل و پرده نقاشی‌شده کلیسای جامع کاونتری اشاره کرد. چرچیل از این نقاشی نفرت داشت و پس از آن‌که حاضر نشد به هیچ عنوان نقاشی را نشان بدهد، آن را با ناامیدی «نمونه‌ای قابل‌توجه از هنر مدرن» نامید. سادرلند برندهٔ جوایزی همچون نشان مریت شده‌است.